# 최학봉
최학봉(崔鶴鳳, 1856년 ~ ?)은 조선 고종 때의 대금의 명인이다. 일명 성호(聖浩)라고도 하며, 본관은 경주이다.
서울 출생으로, 1871년 장악원 악공에 임명되고, 1913년 이왕직아악부 아악수에 임명되었다. 함제홍, 정약대, 함재영과 더불어 조선 말기의 손꼽히는 대금의 명인이고, 특히 대금 연주자 김계선(金桂善)을 길러낸 스승이다.